# Gerardo dei Tintori
Gerardo dei Tintori o Tintore (Monza, 1134 – Monza, 6 giugno 1207) è stato il fondatore di un ospedale con lo scopo di assistere i poveri e i malati di Monza. Considerato santo della Chiesa cattolica, è il co-patrono di Monza insieme a san Giovanni Battista patrono.

## Biografia

### Gioventù
L'anno di nascita di Gerardo non si conosce con certezza; secondo lo storico monzese Bartolomeo Zucchi fu il 1134, secondo altri il 1135 o il 1140. Apparteneva ad un'importante famiglia benestante di Monza, appunto i "dei Tintori" (de Tinctoribus) o "Tintore", che fecero la loro fortuna grazie alla tintura dei pannilana, attività molto diffusa all'epoca.
La casa paterna sorgeva sulla riva sinistra del Lambro, presso l'attuale ponte detto "di San Gerardino", dove oggi esiste l'omonima chiesa. Tale zona era caratterizzata dalla presenza di mulini e rogge a poca distanza dal Ponte Arena, di epoca romana, i cui resti sono tuttora visibili vicino al Ponte dei Leoni.
Con la discesa di Federico Barbarossa in Italia cominciarono gli scontri fra l'Imperatore ed i Comuni lombardi riuniti nella Lega Lombarda. Tali guerre, secondo il Morigia, segnarono la giovinezza di Gerardo, al tempo ventenne, nonostante, grazie alla propria posizione, non dovette prenderne personalmente parte.

### Fondazione dell'ospedale

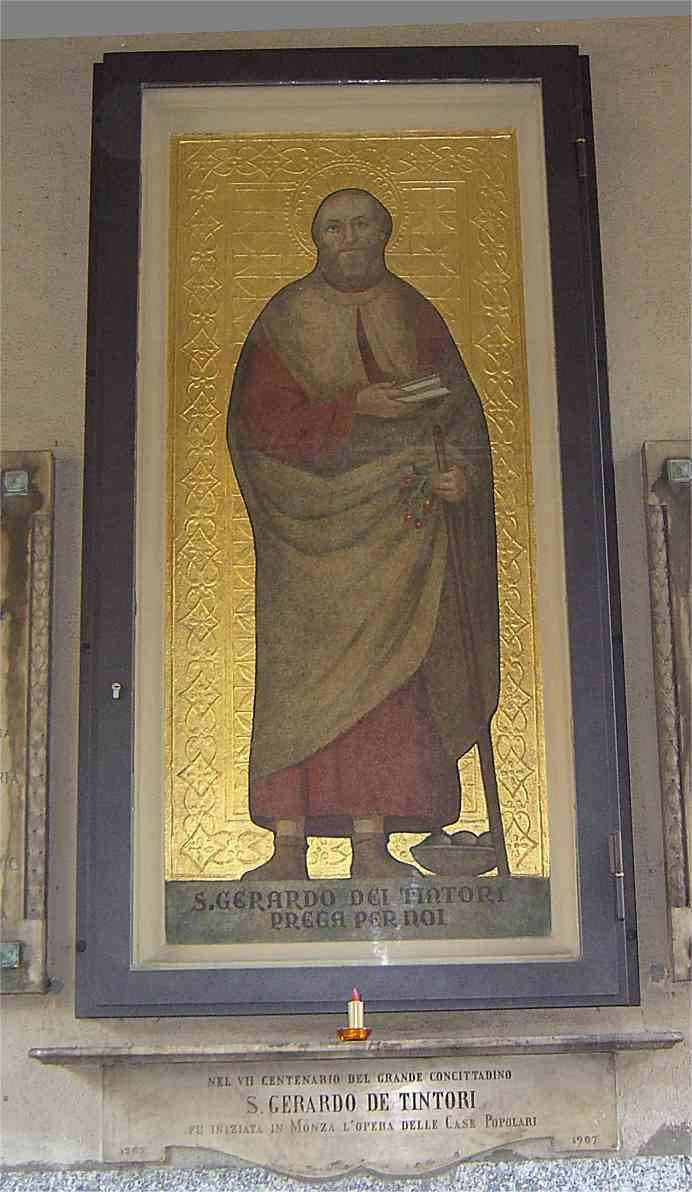
Gerardo dei Tintori in un dipinto realizzato per il settecentenario della sua morte

All'età di trent'anni assistette personalmente alla distruzione della città di Milano, osservando la sofferenza e il dolore delle famiglie, delle donne rimaste vedove, degli anziani e dei bambini orfani abbandonati a se stessi. Decise allora di occuparsi dei poveri e dei malati, costituendo dopo la morte del padre un ospedale oltre il Lambro, nei possedimenti dei Tintori.
La fondazione dell'ospedale avvenne certamente entro il 1174. In questa data, infatti, Gerardo stipulò con il Comune di Monza e con il Capitolo del Duomo una convenzione nella quale se ne definiva lo status giuridico e amministrativo: l'ospedale dipendeva formalmente dall'autorità ecclesiastica, ma di fatto manteneva una sostanziale autonomia, mentre il Comune ne assumeva l'avvocazia, cioè la tutela giuridica.
Egli era un uomo di grande carità e di profonda spiritualità. Anche se non prese mai i voti ecclesiastici, Gerardo fondò un ordine di conversi laici, che vivevano in comune come i frati, che dovevano giurare fedeltà alla Chiesa. Erano questi ultimi che si occupavano di prestare servizio nell'ospedale. Gerardo era uno di loro e svolgeva anche l'incarico di "ministro", cioè direttore dell'ospedale. Come risulta anche da alcuni documenti degli anni successivi, egli mantenne questo incarico fino alla morte, avvenuta il 6 giugno 1207, lasciando tutte le sue ricchezze all'ospedale. 
Il suo corpo venne sepolto nella nuda terra nel cimitero dell'antica chiesa di Sant'Ambrogio, che successivamente è stata ampliata ed è diventata l'attuale chiesa di San Gerardo al Corpo.
Il corpo di Gerardo venne riesumato quaranta giorni dopo la sua morte, già acclamato come un santo, per iniziativa della popolazione di Olgiate Comasco e collocato in un sarcofago di pietra presso l'altare della chiesa. Nel 1740 il sarcofago venne sostituito da un'urna di cristallo con decorazioni d'argento, urna sostituita ulteriormente nel 1900, nella quale lo scheletro di Gerardo è tuttora esposto alla vista dei fedeli. L'urna è oggi collocata nella cappella al fondo del transetto destro, dietro l'altare, in quello che è denominato Sacro Deposito.

## Culto
(San Gerardo dei Tintori, citato da Bonincontro Morigia)

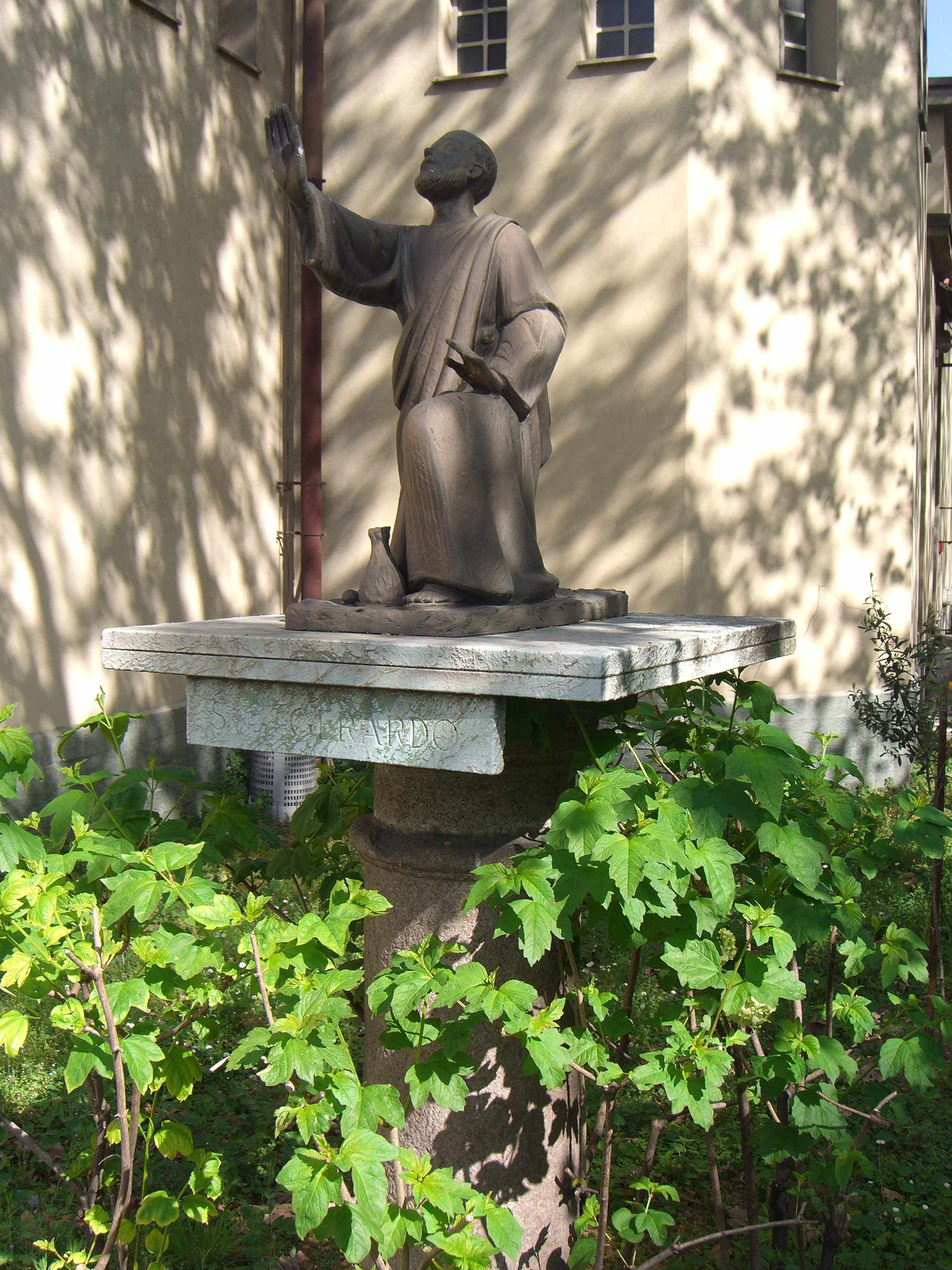
Statua di San Gerardo all'esterno della chiesa della Sacra Famiglia a Monza

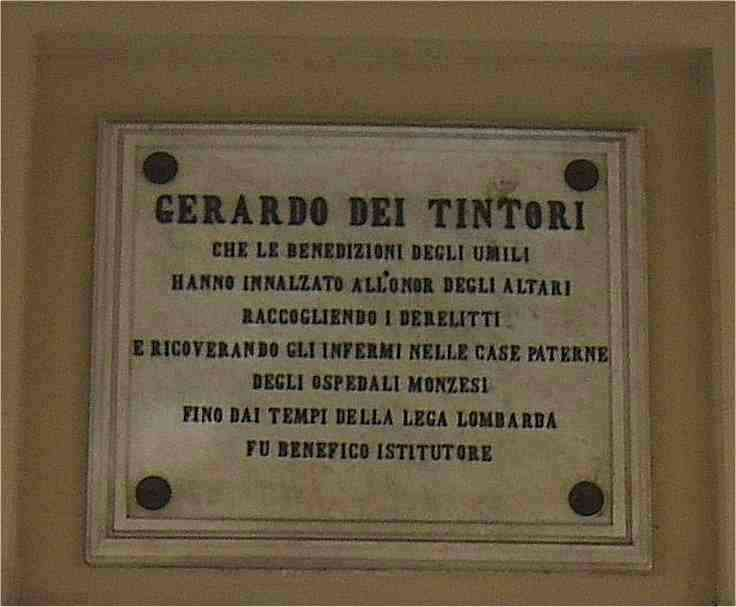
Targa dedicata a Gerardo dei Tintori nell'omonimo ospedale vecchio monzese

La venerazione di Gerardo iniziò ben presto dopo la sua morte: è chiamato "beato" già in un documento del 1230, e "santo" in uno del 1247. 
San Carlo Borromeo, dopo aver fatto compiere un'inchiesta, ne confermò ufficialmente il culto nel 1583.
Nel 1740 il sarcofago fu sostituito da un'urna di cristallo con decorazioni d'argento, dentro la quale lo scheletro di Gerardo è esposto alla vista dei fedeli. L'urna è collocata nella cappella al fondo del transetto destro. 
L'iconografia tradizionale lo rappresenta anziano (visse circa 70 anni) e barbuto, vestito di un saio, con un bastone dal quale pende un rametto di ciliegie; ai suoi piedi si trova un cesto con pane, vino e uova, o una scodella con un cucchiaio, che simboleggiano la sua attività di assistenza ai poveri e agli infermi.
La sua memoria liturgica, iscritta nel calendario dell'arcidiocesi di Milano, è il 6 giugno, anniversario della morte. In questa data si celebra a Monza la festa patronale in suo onore: tra la chiesa di san Gerardo al Corpo e il vicino ponte di san Gerardino si svolge una sagra in cui hanno un posto importante le bancarelle che vendono ciliegie, tradizionale attributo iconografico del santo. Alcuni metri a monte del ponte, la statua di san Gerardo, in piedi sopra il suo mantello, viene collocata in mezzo al fiume, a ricordo del più famoso miracolo a lui attribuito. Nell'ottava della festa si apre anche la chiesetta di San Gerardino, solitamente chiusa.

### Patronati
Nella Chiesa cattolica san Gerardo è ricordato come il santo patrono degli ammalati e delle partorienti.
È il patrono della città di Monza, insieme a san Giovanni Battista.
Il Santo è, inoltre, particolarmente venerato ad Olgiate Comasco in virtù di un miracolo che gli viene attribuito e che vide protagonisti gli Olgiatesi.

### Luoghi di culto

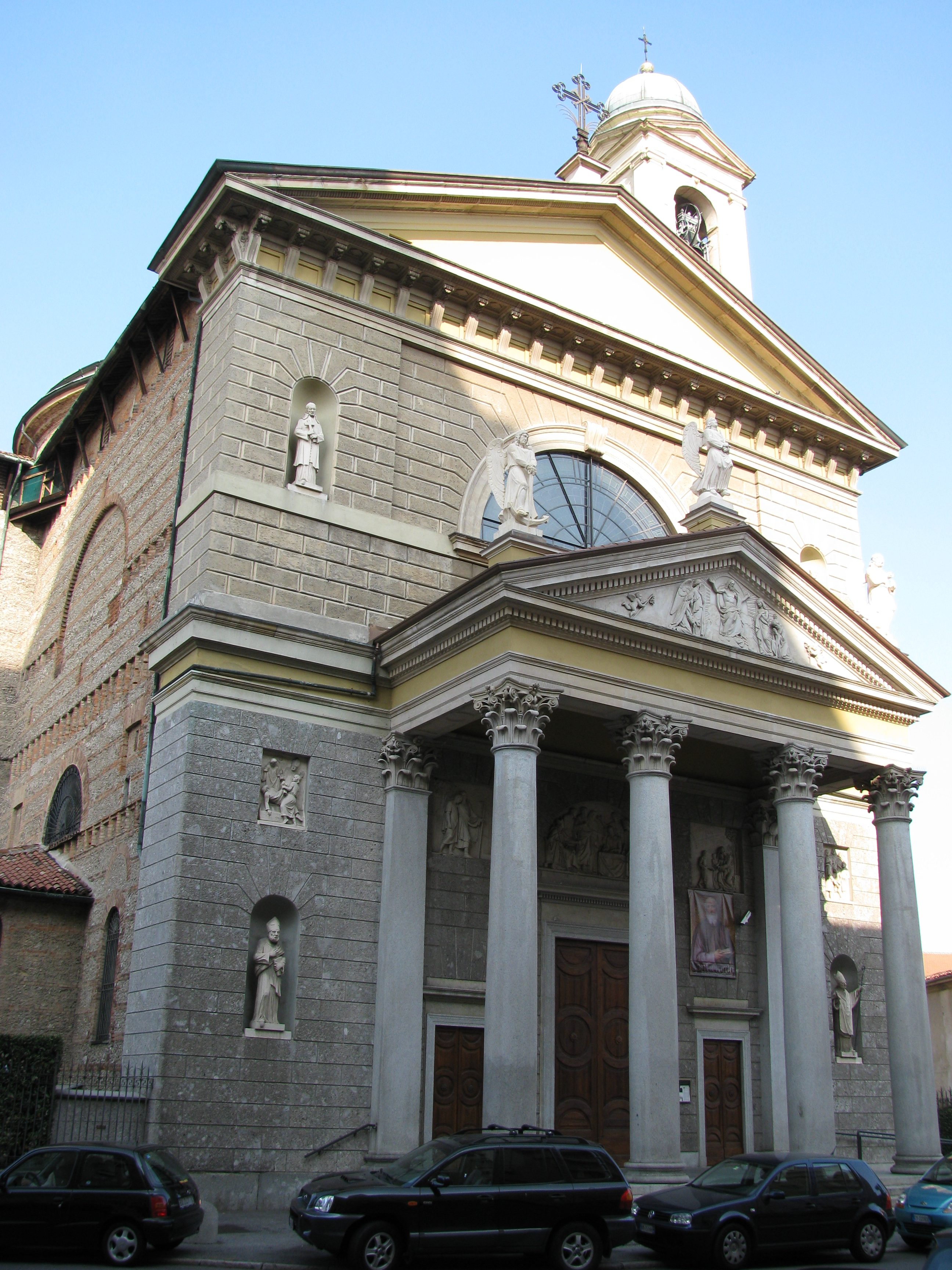
La chiesa di San Gerardo al Corpo

A lui sono intitolate ben tre chiese monzesi: la parrocchiale di San Gerardo "al Corpo", dove sono conservati i suoi resti (a lui preesistente, anticamente intitolata a Sant'Ambrogio, assunse il nome di San Gerardo entro il XIV secolo). 
La piccola chiesa di San Gerardo Intramurano, popolarmente detta "San Gerardino", sul luogo dell'antico ospedale, di cui originariamente era la cappella (il nome di san Gerardino si è esteso anche al vicino ponte sul Lambro).
Una terza chiesa col titolo di San Gerardo, che era la cappella dell'altro ospedale costruito alla fine dell'Ottocento (l'attuale Ospedale vecchio).

## Leggende su San Gerardo
(San Gerardo dei Tintori, citato da Bonincontro Morigia)

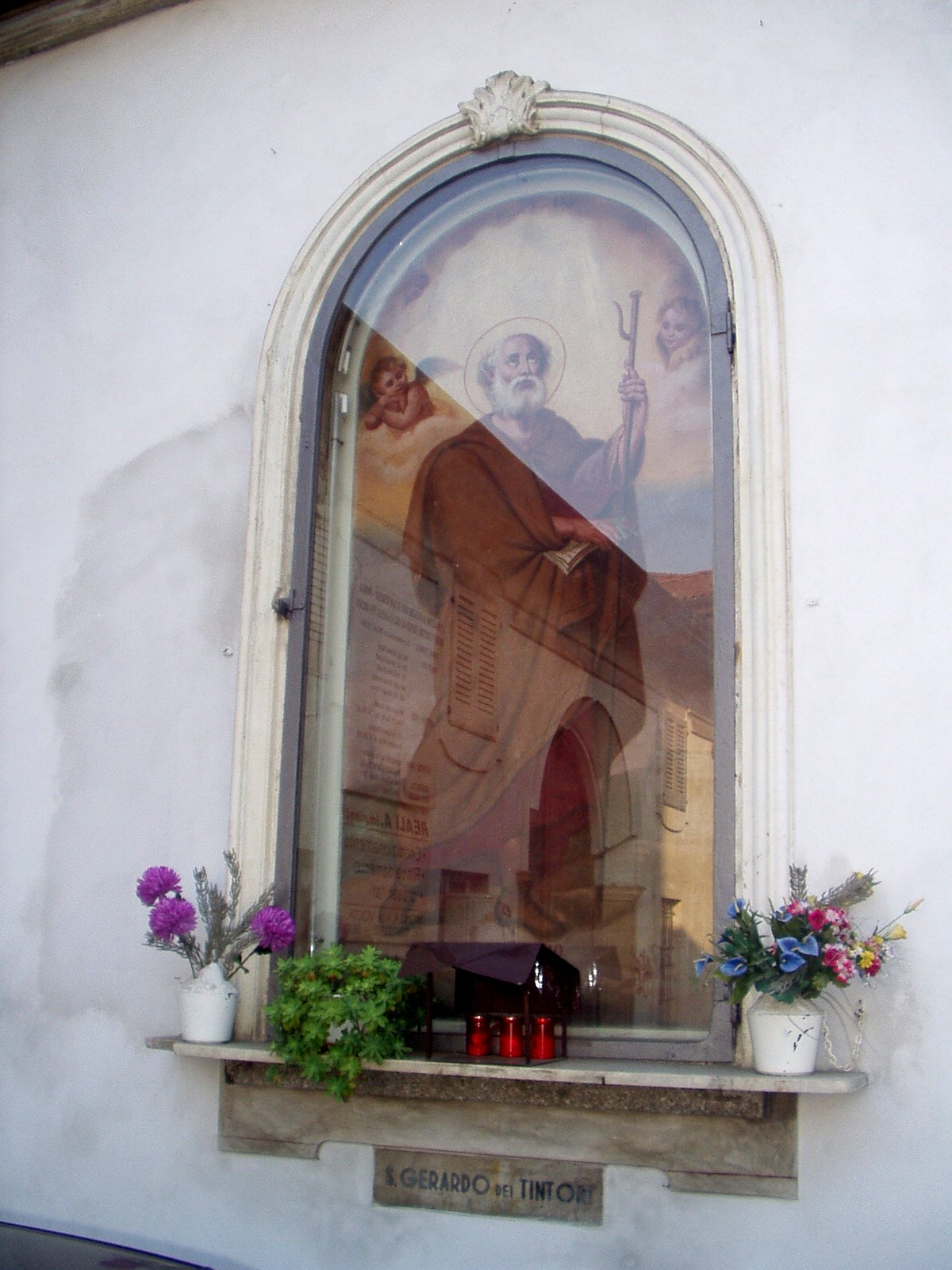
Altarolo dedicato a San Gerardo dei Tintori accanto all'ingresso del suo antico ospedale in San Gerardino a Monza.

La tradizione riguardante san Gerardo, tuttora viva tra i monzesi, è stata scritta per la prima volta dal cronista monzese Bonincontro Morigia il quale, circa cento anni dopo la sua morte, poté raccogliere le testimonianze di «...persone anziane della nostra città di Monza ai quali i conversi ed altri religiosi di buona reputazione e degni di fede, amici intimi e conoscenti del Beato, riferirono ciò che videro con i propri occhi.»
Secondo questa tradizione, san Gerardo operò diversi miracoli in vita e numerosi altri sono attribuiti alla sua intercessione dopo la sua morte. L'inchiesta ordinata da san Carlo Borromeo ne riconobbe in tutto 20. Di alcuni di essi il Morigia scrive di aver raccolto testimonianze giurate dai testimoni diretti e in un caso (la guarigione di Nazario da Sesto) di avervi assistito lui stesso.
- Il miracolo più famoso è certamente quello dell'attraversamento del Lambro: si racconta che, mentre Gerardo si trovava in duomo a pregare, il fiume, ingrossandosi improvvisamente, ruppe il ponte che collegava l'ospedale con la città. L'ospedale stesso si affacciava sul Lambro e rischiava di essere allagato: Gerardo, subito accorso, stese il suo mantello sull'acqua, vi salì e su di esso attraversò il fiume, raggiungendo i suoi malati, quindi ordinò alle acque di non entrare nelle stanze degli infermi. Secondo il resoconto del Morigia, le acque si fermarono sulle porte per alcune ore nonostante la loro altezza superasse di mezzo cubito (più di 20 cm) quella delle soglie.

- Un altro miracolo è richiamato dal rametto di ciliegie con cui san Gerardo viene rappresentato: si racconta che egli si trattenesse spesso in chiesa a pregare fino a tarda ora. Una sera, per convincere i canonici del Duomo a lasciarlo rimanere oltre l'orario di chiusura, promise loro un cesto di ciliegie; benché fosse pieno inverno, gliele consegnò subito la mattina successiva. Questo episodio però non compare nella cronaca del Morigia né negli atti dell'inchiesta ordinata da san Carlo, per cui si deve ritenere un'invenzione di epoca posteriore (il primo scritto che ne parla è del 1695). Il Morigia afferma invece che Gerardo andava a pregare in Duomo al mattino molto presto e che spesso giungeva ancora prima dell'orario di apertura ed entrava attraverso le porte chiuse, «...la qual cosa era ben conosciuta dai sagrestani.»

- Si racconta poi che, in tempo di carestia (forse nel 1162), quando le provviste dell'ospedale erano quasi esaurite, Gerardo ordinò di distribuire ai poveri tutto ciò che restava, quindi si raccolse in preghiera: il dispensiere, andando di malavoglia ad eseguire l'ordine, trovò il granaio così pieno che non riusciva più nemmeno ad aprire la porta e la cantina piena di botti di buon vino.

- San Gerardo è inoltre venerato dai fedeli di Olgiate Comasco per un altro miracolo: egli era morto da quaranta giorni quando gli olgiatesi, afflitti da un grave morbo chiamato "sincoposi" (è incerto di quale malattia esattamente si trattasse), su consiglio del Beato Manfredo Settala si recarono in pellegrinaggio a Monza sulla sua tomba ed il morbo scomparve. Per riconoscenza fecero voto di ripetere perpetuamente il pellegrinaggio ogni anno: esso si compie tuttora ogni 25 aprile. Gli olgiatesi inoltre diffusero il culto di san Gerardo nei paesi circonvicini: nel 1740 lo storico monzese Antonio Francesco Frisi elencava ben 14 località dove il santo era venerato, tra le quali Como e Mendrisio.

- All'intercessione di san Gerardo sono attribuite diverse guarigioni. Tra di esse è particolarmente notevole quella di un certo Nazario da Sesto San Giovanni che, riferisce il Morigia, cadde ubriaco sotto le ruote di un pesante carro, una delle quali gli schiacciò la gola; dato per morto, si risvegliò dopo un'ora perfettamente sano.

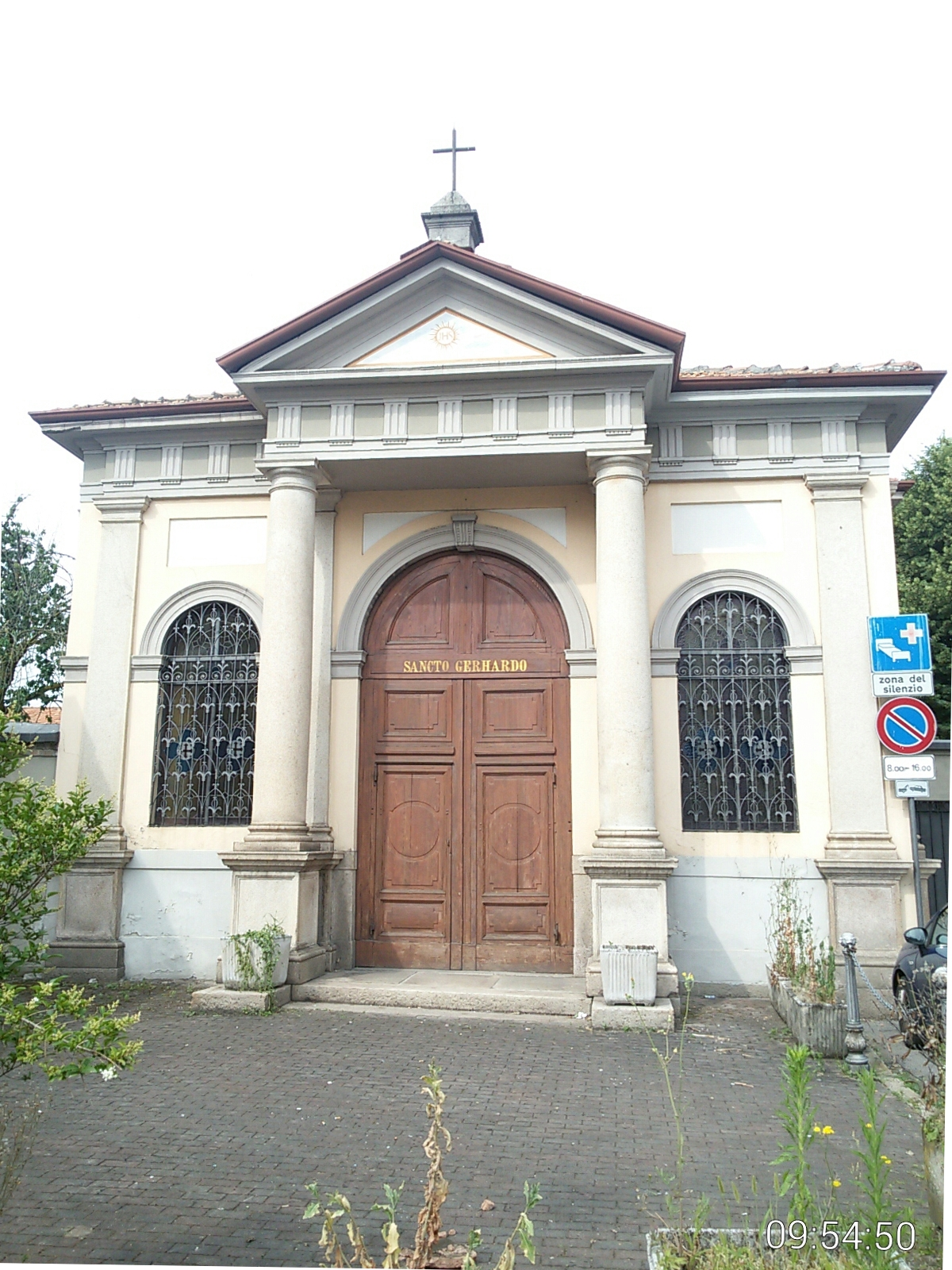
Chiesa di San Gerardo all'ospedale vecchio

- Il Morigia riporta infine un evento piuttosto curioso, che pure fu considerato miracoloso: nel 1324, durante una guerra, alcuni soldati salirono sul tetto di legno della chiesa di San Gerardo e iniziarono a smantellarlo, per farne legna da ardere. Di fronte alle proteste dei monzesi, uno dei soldati bestemmiò e offese il santo: immediatamente tutti caddero dal tetto e il bestemmiatore morì sul colpo.

## Curiosità

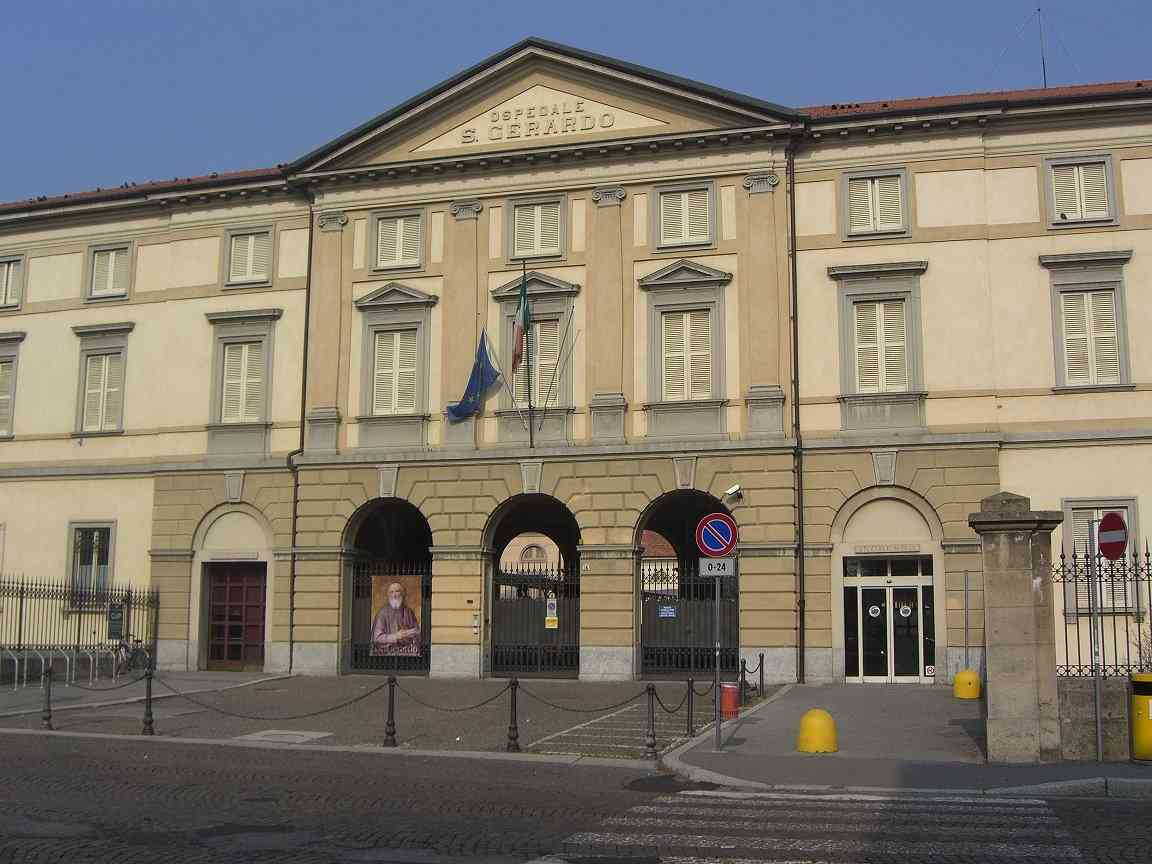
Ospedale San Gerardo vecchio, già Umberto I
(XIX secolo)

- L'ospedale fondato da Gerardo continuò la sua attività fino al XVIII secolo, quando il governo austriaco lo accorpò ad altri istituti di cura. Un nuovo più moderno ospedale fu fatto costruire da Umberto I nel corso del XIX secolo. Nel 1946 l'amministrazione comunale di Monza decise di ricordare la sua opera intitolandogli l'ospedale cittadino (che in precedenza portava il nome di Umberto I); anche l'Ospedale nuovo, costruito negli anni '70 del XX secolo, che ospita la facoltà di medicina dell'Università di Milano-Bicocca, ha conservato l'intitolazione a San Gerardo.

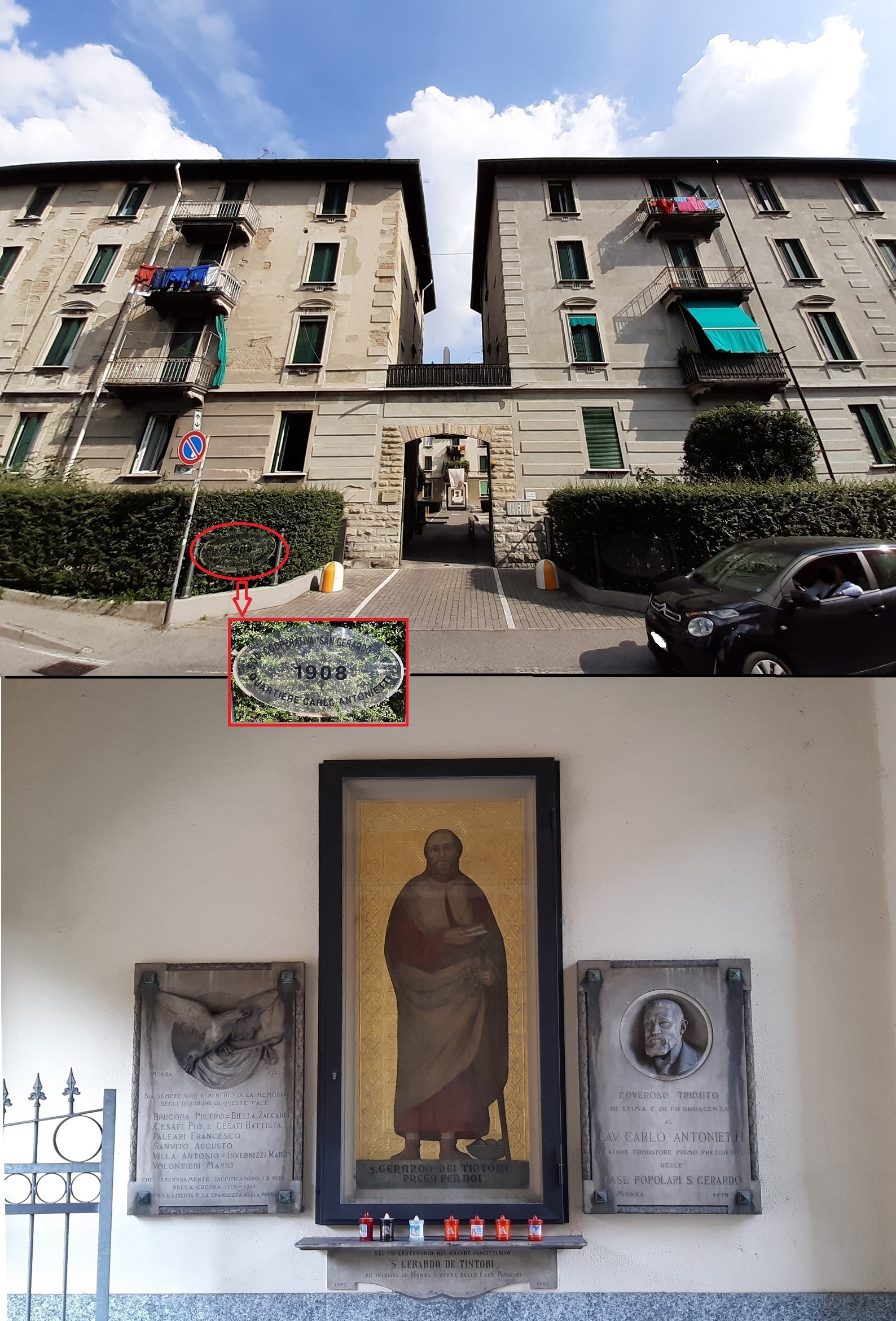
Villaggio Antonietti a Monza

- Il Villaggio Carlo Antonietti di via Antonietti 7 a Monza è dedicato al santo.